# Michel Modo
Michel Modo, vlastním jménem Michel Goi, (30. března 1937 Carpentras – 25. září 2008 Vaires-sur-Marne) byl francouzský herec a scenárista.
Ztvárnil četníka Berlicota ve filmech Četník ze Saint Tropez, Četník v New Yorku, Četník se žení, Četník ve výslužbě, Četník a mimozemšťané a Četník a četnice. Jako jeden z mála hrál ve všech těchto filmech.
Koncem 50. let vytvořil s hercem Guyem Grosso komické duo "Grosso et Modo" a tak přijal svůj pseudonym. Společně pak vystupovali v mnoha filmech s Louis de Funèsem a dalšími.

## Filmografie (výběr)
- 1961 La Belle Américaine
- 1964 Četník ze Saint Tropez (Le gendarme de Saint-Tropez)
- 1964 Smolař (Le corniaud)
- 1965 Četník v New Yorku (Le gendarme à New York)
- 1966 Velký flám (La grande vadrouille)
- 1968 Četník se žení (Le gendarme se marie)
- 1970 Četník ve výslužbě (Le gendarme en balade)
- 1979 Četník a mimozemšťané (Le gendarme et les extra-terrestres)
- 1982 Četník a četnice (Le gendarme et les gendarmettes)
- 1990 La Gloire de mon père
- 1990 Le Château de ma mère
- 1994–1997 Highlander (TVS)

## Scénář (výběr)
- 1968 Le Petit baigneur
- 1974 La Grande nouba